# Décès en novembre 1961
Décès
- 1957
- 1958
- 1959
- 1960
- 1961
- 1962
- 1963
- 1964
- 1965

Pour une information complémentaire, voir la page d'aide.

| Date       | Nom               | Pays                 | Activités       | Âge | Source |
| ---------- | ----------------- | -------------------- | --------------- | --- | ------ |
| 9 novembre | Yann Mari Normand | Drapeau de la France | Poète français. | 75  |        |